# 鵜沼小伊木町
鵜沼小伊木町（うぬまこいぎちょう）は、岐阜県各務原市の地名。現行行政町名は鵜沼小伊木町一丁目から鵜沼小伊木町四丁目。

## 地理
各務原市の東部の鵜沼地区に属し、木曽川を挟んで愛知県と接する。伊木山の東にある町である。
町域の東部は鵜沼古市場町、西部は鵜沼（伊木山）、鵜沼丸子町、鵜沼羽場町、南部は愛知県犬山市、北部は鵜沼羽場町、鵜沼真名越町に接する。
地名は、伊木山の東を小伊木と呼んでいたことに因む。かつては鵜沼町小伊木区であった。
愛知県犬山市とは木曽川のライン大橋で結ばれている。
道路
- 県道95号芋島鵜沼線（木曽川街道）
- 伊木山通り

## 歴史
この地域は鵜沼町を構成する古くからの集落であり、小伊木区とも称していた。
この地域一帯が鵜沼土地改良区南第一工区として区画整理され、1972年（昭和47年）3月25日、鵜沼の一部をもって鵜沼小伊木町を設置する。

## 世帯数と人口
2024年（令和6年）10月1日現在の世帯数と人口は以下の通りである。
| 丁目               | 世帯数  | 人口  |
| ------------------ | ------- | ----- |
| 鵜沼小伊木町一丁目 | 171世帯 | 407人 |
| 鵜沼小伊木町二丁目 | 86世帯  | 188人 |
| 鵜沼小伊木町三丁目 | 22世帯  | 41人  |
| 鵜沼小伊木町四丁目 | 12世帯  | 40人  |
| 計                 | 291世帯 | 676人 |

## 小・中学校の学区
市立小・中学校に通う場合、学区は以下の通りとなる。
| 番・番地等 | 小学校                   | 中学校               |
| ---------- | ------------------------ | -------------------- |
| 全域       | 各務原市立鵜沼第一小学校 | 各務原市立鵜沼中学校 |

## 主な施設
- 各務原市少年自然の家
- 各務原市民プール
- 小伊木公民館
- 正法寺